# Pontinha (stacja metra)
Pontiha – stacja metra w Lizbonie, na linii Azul. Została otwarta w dniu 18 października 1997 roku razem ze stacją Carnide w ramach rozbudowy tej linii do strefy Pontinha.
Stacja ta znajduje się na Estrada Militar à Pontinha, na skrzyżowaniu z Estrada da Correia, obsługując dworzec autobusowy, który znajduje się w tej strefie. Projekt architektoniczny jest autorstwem Any Nascimento i malarza Luisa Jacinto. Podobnie jak najnowsze stacje metra w Lizbonie, jest przystosowana do obsługi pasażerów niepełnosprawnych.